# Edward A. Murphy
Edward Aloysius Murphy Jr. (* 11. Januar 1918 in der Panamakanalzone; † 17. Juli 1990 in Los Angeles) war ein US-amerikanischer Air-Force-Ingenieur, der durch die Formulierung von Murphys Gesetz weltberühmt wurde.

## Leben
Edward Murphy wurde am 11. Januar in der Panamakanalzone geboren. Sein Vater war Edward Aloysius Morphy (1891–1971), seine Mutter Alice Mary Coughlin. Er war der Älteste von fünf Geschwistern. Nach dem Besuch der Schule in New Jersey ging er an die United States Military Academy und graduierte 1940. 1941 absolvierte er erfolgreich die Pilotenausbildung beim United States Army Air Corps. Zuletzt im Dienstgrad Major, war er während des Zweiten Weltkriegs im Pazifikkrieg eingesetzt in Indien, China und in Myanmar. 1947 kam er zum United States Air Force Institute of Technology, wurde R&D-Offizier am Wright Air Development Center der Wright-Patterson Air Force Base. Nach der Entlassung aus der United States Air Force 1952 nahm er an Raketentests auf der Holloman Air Force Base teil und ging zurück nach Kalifornien.
Am 17. Juli 1990 starb Edward Murphy in Los Angeles.

## Murphys Gesetz
Während seiner beruflichen Tätigkeit formulierte er die sogenannten Murphy-Gesetze. Eine Grundaussage der Gesetze ist: „Wenn es mehrere Möglichkeiten gibt, etwas zu tun, und eine davon schiefgehen kann, so wird jemand diese Möglichkeit wählen.“ Damit meinte Murphy, dass bei einer Konstruktion sämtliche Eventualitäten genau durchdacht werden sollten – vor allem jene, die zu einer Katastrophe führen könnten.